# Hisar kapija
Hisar kapija (iz turščine: Hisar Kapı, kar pomeni »vrata trdnjave«) so srednjeveška vrata v starem mestnem jedru Plovdiva in ena najbolj znanih turističnih znamenitosti v mestu. Vrata so bila zgrajena v 11. stoletju našega štetja na temeljih vrat iz rimskih časov (verjetno iz 2. stoletja našega štetja). Hisar kapija je eden od treh vhodov (vzhodni, severni in južni) v akropolo starodavnega Plovdiva. V času vladavine Osmanskega cesarstva so bile v ostanke starih kamnitih zidov okoli vrat vzidane hiše za oživitev.

## Zgodovina
Prva vrata na tem mestu so bila zgrajena v 2. stoletju našega štetja. V 6. stoletju med vladavino Justinijana so utrdbeni sistem starodavnega mesta razširili in okrepili vrata. Arheologi domnevajo, da so bili ohranjeni le temelji starorimskih vrat. Sedanja zgradba Hisar kapije je nastala v srednjem veku (13.–14. stoletje n. št.). Nad lokom je vidna tehnika gradnje, značilna za čas Drugega bolgarskega cesarstva: zidanje iz kamnov in opečnih kosov, zapolnjenih z belo malto.
Po osmanski invaziji v 14. stoletju se je pomen vrat zmanjšal. V 17. in 18. stoletju so bogati trgovci iz Plovdiva nad ruševinami utrdb okoli Hisar kapije zgradili svoje hiše. Danes spodnji nivoji teh hiš predstavljajo ostanke starodavnega obzidja. V začetku 20. stoletja je bila Hisar kapija zaradi slabega stanja utrjena.  Danes so srednjeveška vrata ena od znamenitosti Plovdiva.